# NIFL Premiership (2015/2016)
NIFL Premiership 2015/2016 (ze względów sponsorskich zwana jako Danske Bank Premiership) – 115. edycja najwyższej klasy rozgrywkowej piłki nożnej w Irlandii Północnej.
Brało w nim udział 12 drużyn, które w okresie od 8 sierpnia 2015 do 30 kwietnia 2016 rozegrały 38 kolejek meczów.
Sezon zakończyły baraże o miejsce w przyszłym sezonie w NIFL Premiership oraz miejsce w Lidze Europy UEFA.
Tytuł mistrzowski obroniła drużyna Crusaders zdobywając drugi tytuł z rzędu, a szósty w swojej historii.

## Format rozgrywek
W lidze udział bierze 12 drużyn, walczących o tytuł mistrza Irlandii Północnej w piłce nożnej.
Rozgrywki składają się z dwóch faz. Każda z drużyn rozgrywa w pierwszej fazie po 3 mecze ze wszystkimi przeciwnikami (razem 33 spotkań).
Następnie zespoły podzielone na 2 grupy po 6 uczestników zgodnie z kolejnością w tabeli po 33. kolejce rozgrywają ze sobą po 1 spotkaniu.
Mistrz kraju otrzymuje prawo gry w II rundzie kwalifikacyjnej Ligi Mistrzów UEFA.
Wicemistrz oraz zdobywca Pucharu Irlandii Północnej zapewniają sobie miejsce w I rundzie kwalifikacyjnej Ligi Europy UEFA.
W przypadku zapewnienia sobie występu w rozgrywkach europejskich przez zdobywcę pucharu jego miejsce pucharowe przypadnie trzeciej drużynie ligi.
O ostatnie miejsce w europejkich pucharach zagrają w barażu drużyny z miejsc 3-7, które nie zapewniły sobie udziału przez ligę lub puchar krajowy (7. League Competitions).
Ostatnia, 12. drużyna tabeli, spada bezpośrednio do NIFL Championship. Przedostatnia rozgrywa baraż z wicemistrzem NIFL Championship.

## Drużyny
| Uczestnicy poprzedniej edycji | Uczestnicy poprzedniej edycji | Uczestnicy poprzedniej edycji | Uczestnicy poprzedniej edycji |
| --- | ----------------------------- | ----------------------------- | ----------------------------- |
| CRS | Crusaders F.C.                | Belfast                       | 1                             |
| LIN | Linfield F.C.                 | Belfast                       | 2                             |
| GLL | Glenavon F.C.                 | Lurgan                        | 3                             |
| PDN | Portadown F.C.                | Portadown                     | 4                             |
| CLI | Cliftonville F.C.             | Belfast                       | 5                             |
| GLB | Glentoran F.C.                | Belfast                       | 6                             |
| BAL | Ballymena United F.C.         | Ballymena                     | 7                             |
| COL | Coleraine F.C.                | Coleraine                     | 8                             |
| BAU | Ballinamallard United F.C.    | Ballinamallard                | 9                             |
| DSW | Dungannon Swifts F.C.         | Dungannon                     | 10                            |
| po barażach |                               |                               |                               |
| WPT | Warrenpoint Town F.C.         | Warrenpoint                   | 11                            |
| Awans z NIFL Championship 1 |                               |                               |                               |
| CKR | Carrick Rangers F.C.          | Carrickfergus                 | 1                             |
| Oznaczenia: - kolumna pierwsza – skróty nazw drużyn, - kolumna trzecia – siedziba klubu, - kolumna czwarta – miejsce zajęte w poprzednim sezonie. |                               |                               |                               |

## Faza zasadnicza

### Tabela
| Lp. | Drużyna               | M  | Z  | R  | P  | B+ | B- | +/– | Pkt | Kwalifikacja      |
| --- | --------------------- | -- | -- | -- | -- | -- | -- | --- | --- | ----------------- |
| 1   | Crusaders             | 33 | 23 | 7  | 3  | 71 | 27 | +44 | 76  | grupa mistrzowska |
| 2   | Linfield              | 33 | 22 | 5  | 6  | 79 | 33 | +46 | 71  | grupa mistrzowska |
| 3   | Glenavon              | 33 | 18 | 9  | 6  | 67 | 35 | +32 | 63  | grupa mistrzowska |
| 4   | Cliftonville          | 33 | 17 | 10 | 6  | 54 | 40 | +14 | 61  | grupa mistrzowska |
| 5   | Coleraine             | 33 | 17 | 3  | 13 | 43 | 38 | +5  | 54  | grupa mistrzowska |
| 6   | Glentoran             | 33 | 14 | 6  | 13 | 43 | 48 | −5  | 48  | grupa mistrzowska |
| 7   | Dungannon Swifts      | 33 | 10 | 6  | 17 | 41 | 55 | −14 | 36  | grupa spadkowa    |
| 8   | Ballymena United      | 33 | 9  | 7  | 17 | 49 | 71 | −22 | 34  | grupa spadkowa    |
| 9   | Portadown             | 33 | 9  | 4  | 20 | 38 | 62 | −24 | 31  | grupa spadkowa    |
| 10  | Carrick Rangers       | 33 | 6  | 10 | 17 | 36 | 61 | −25 | 28  | grupa spadkowa    |
| 11  | Ballinamallard United | 33 | 7  | 6  | 20 | 32 | 52 | −20 | 27  | grupa spadkowa    |
| 12  | Warrenpoint Town      | 33 | 7  | 5  | 21 | 37 | 68 | −31 | 26  | grupa spadkowa    |

### Wyniki
| Gospodarz \ Gość      | BMD | BYM | CRK | CLI | COL | CRU | DUN | GLA | GLT | LIN | POR | WPT | BMD | BYM | CRK | CLI | COL | CRU | DUN | GLA | GLT | LIN | POR | WPT |
| --------------------- | --- | --- | --- | --- | --- | --- | --- | --- | --- | --- | --- | --- | --- | --- | --- | --- | --- | --- | --- | --- | --- | --- | --- | --- |
| Ballinamallard United |     | 0–1 | 1–3 | 0–2 | 1–2 | 1–1 | 0–0 | 0–1 | 2–4 | 0–1 | 1–2 | 3–0 |     | 4–2 | 1–2 |     |     | 0–1 | 1–1 |     | 1–0 |     | 1–0 |     |
| Ballymena United      | 1–1 |     | 1–1 | 6–1 | 0–2 | 2–4 | 1–0 | 1–7 | 0–1 | 1–3 | 1–1 | 4–2 |     |     | 1–0 | 2–2 | 0–2 |     | 2–4 |     |     | 0–4 |     | 3–1 |
| Carrick Rangers       | 1–1 | 2–2 |     | 1–2 | 1–2 | 0–4 | 2–2 | 2–2 | 1–1 | 0–3 | 0–1 | 1–2 |     |     |     |     | 2–1 | 4–3 | 1–0 | 1–5 | 1–2 |     |     | 0–1 |
| Cliftonville          | 3–1 | 4–2 | 1–0 |     | 4–0 | 0–1 | 1–0 | 1–1 | 1–0 | 3–3 | 3–0 | 2–1 | 2–0 |     | 3–3 |     | 1–3 |     |     |     |     | 0–2 | 1–0 | 1–1 |
| Coleraine             | 2–1 | 2–1 | 2–1 | 0–0 |     | 1–1 | 1–0 | 0–2 | 1–0 | 1–3 | 4–0 | 2–0 | 1–0 |     |     |     |     | 0–2 | 0–1 | 0–1 |     | 2–3 |     |     |
| Crusaders             | 5–0 | 3–2 | 5–0 | 2–2 | 3–1 |     | 4–0 | 1–0 | 3–0 | 3–0 | 1–2 | 1–0 |     | 0–0 |     | 1–0 |     |     | 2–0 | 1–1 | 4–2 |     |     |     |
| Dungannon Swifts      | 2–0 | 2–0 | 1–2 | 0–1 | 0–3 | 1–2 |     | 1–2 | 2–4 | 0–1 | 3–1 | 5–1 |     |     |     | 2–2 |     |     |     | 0–1 | 3–1 |     | 2–1 | 1–0 |
| Glenavon              | 5–1 | 3–1 | 2–0 | 0–1 | 3–0 | 1–2 | 3–1 |     | 0–0 | 3–2 | 1–0 | 1–1 | 1–0 | 1–1 |     | 3–3 |     |     |     |     | 1–3 |     | 4–1 |     |
| Glentoran             | 0–2 | 1–3 | 2–0 | 2–0 | 1–1 | 2–2 | 1–1 | 2–0 |     | 1–2 | 1–0 | 2–1 |     | 2–0 |     | 0–2 | 1–0 |     |     |     |     |     | 2–1 | 0–4 |
| Linfield              | 1–1 | 4–0 | 1–1 | 1–2 | 1–0 | 0–1 | 5–1 | 4–3 | 1–1 |     | 3–0 | 5–1 | 2–1 |     | 2–0 |     |     | 2–0 | 6–0 | 1–1 | 3–0 |     |     |     |
| Portadown             | 0–3 | 3–2 | 3–2 | 0–1 | 1–2 | 1–3 | 3–3 | 2–2 | 5–3 | 2–0 |     | 2–1 |     | 3–4 | 0–0 |     | 0–1 | 0–1 |     |     |     | 2–1 |     | 1–3 |
| Warrenpoint Town      | 0–3 | 1–2 | 1–1 | 2–2 | 0–4 | 1–3 | 0–2 | 0–3 | 0–1 | 0–3 | 2–0 |     | 3–0 |     |     |     | 3–0 | 1–1 |     | 1–3 |     | 2–6 |     |     |

1. ↑  Mecz 1. kolejki (8 sie) między Warrenpoint Town a Ballinamallard United został zweryfikowany jako walkower 0-3 dla Ballinamallard z powodu wystawienia zawieszonego zawodnika przez Warrenpoint[7]. Wynik na boisku 0-1.

## Faza finałowa
| Section A |                              |    |    |    |    |    |    |     |    |                                              |     |     |     |     |     |     |     |     |     |     |     |     |     |
| 1         | Crusaders (M)                | 38 | 28 | 7  | 3  | 79 | 28 | +51 | 91 | Liga Mistrzów UEFA • II runda kwalifikacyjna |     |     | 2–0 |     |     | 1–0 |     |     |     |     |     |     |     |
| 2         | Linfield                     | 38 | 26 | 5  | 7  | 91 | 35 | +56 | 83 | Liga Europy UEFA • I runda kwalifikacyjna    |     |     |     |     | 4–0 | 3–0 |     |     |     |     |     |     |     |
| 3         | Glenavon (P)                 | 38 | 20 | 9  | 9  | 72 | 40 | +32 | 69 | Liga Europy UEFA • I runda kwalifikacyjna    |     | 0–1 | 0–1 |     |     | 3–0 |     |     |     |     |     |     |     |
| 4         | Cliftonville (B, O)          | 38 | 18 | 10 | 10 | 58 | 53 | +5  | 64 | Liga Europy UEFA • I runda kwalifikacyjna    |     | 1–3 |     | 3–1 |     |     | 0–2 |     |     |     |     |     |     |
| 5         | Coleraine (B)                | 38 | 18 | 4  | 16 | 47 | 46 | +1  | 58 |                                              |     |     |     |     | 3–0 |     | 1–1 |     |     |     |     |     |     |
| 6         | Glentoran (B)                | 38 | 15 | 7  | 16 | 46 | 55 | −9  | 52 |                                              | 0–1 | 0–4 | 0–1 |     |     |     |     |     |     |     |     |     |     |
| Section B |                              |    |    |    |    |    |    |     |    |                                              |     |     |     |     |     |     |     |     |     |     |     |     |     |
| 7         | Dungannon Swifts             | 38 | 12 | 7  | 19 | 51 | 66 | −15 | 43 | [ i ]                                        |     |     |     |     |     |     |     |     | 2–4 |     | 1–3 | 4–2 |     |
| 8         | Ballymena United             | 38 | 11 | 7  | 20 | 57 | 81 | −24 | 40 |                                              |     |     |     |     |     |     |     |     |     | 0–2 |     | 1–2 |     |
| 9         | Portadown                    | 38 | 11 | 5  | 22 | 43 | 67 | −24 | 38 |                                              |     |     |     |     |     |     | 1–2 |     |     |     | 0–0 |     |     |
| 10        | Carrick Rangers              | 38 | 8  | 11 | 19 | 43 | 68 | −25 | 35 |                                              |     |     |     |     |     |     |     | 0–2 | 1–2 |     | 2–1 |     |     |
| 11        | Ballinamallard United (B, O) | 38 | 9  | 7  | 22 | 39 | 59 | −20 | 34 | Baraż o NIFL Premiership                     |     |     |     |     |     |     |     |     |     |     |     |     | 2–0 |
| 12        | Warrenpoint Town (S)         | 38 | 9  | 7  | 22 | 45 | 73 | −28 | 34 | Spadek do NIFL Championship                  |     |     |     |     |     |     |     | 1–1 | 4–1 | 2–0 | 1–1 |     |     |

1. ↑  Dungannon Swifts nie kwalifikował się do baraży o Ligę Europy, ponieważ nie ubiegał się o licencję UEFA[11].

## Baraż o Ligę Europy
Dungannon Swifts siódmy zespół ligi nie zakwalifikował się do baraży o Ligę Europy, ponieważ nie ubiegał się o licencję UEFA.
Cliftonville wygrał 3-2 z Glentoran finał baraży o miejsce w Lidze Europy UEFA na sezon 2016/2017.
|  |          |              |          |           |   |       |       |       |
|  | Półfinał | Półfinał     | Półfinał |           |   | Finał | Finał | Finał |
|  | Półfinał | Półfinał     | Półfinał |           |   | Finał | Finał | Finał |
|  |          |              |          |           |   |       |       |       |
|  |          |              |          |           |   |       |       |       |
|  | 4        | Cliftonville | 3        |           |   |       |       |       |
|  | 4        | Cliftonville | 3        |           |   |       |       |       |
|  |          |              | 6        | Glentoran | 2 |       |       |       |
|  | 5        | Coleraine    | 6        | Glentoran | 2 | 1     |       |       |
|  | 5        | Coleraine    |          |           |   |       |       |       |
|  | 6        | Glentoran    | 2        |           |   |       |       |       |
|  | 6        | Glentoran    | 2        |           |   |       |       |       |

| 6 maja 2016 | Coleraine           | 1:2   | Glentoran                           |                                                              |
| 21:00       | Jamie McGonigle 85' | (0:1) | 33' Calum Birney · 58' Curtis Allen | The Showgrounds, Coleraine Widzów: 1301 Sędzia: Andrew Davey |

| 10 maja 2016 | Cliftonville                                                | 3:2   | Glentoran                        |                                                        |
| 20:45        | Jay Donnelly 11' · James Knowles 62' (k) · David McDaid 80' | (1:2) | 17' Curtis Allen · 28' Jay Magee | Solitude, Belfast Widzów: 1531 Sędzia: Raymond Crangle |

## Baraż o NIFL Premiership
Institute piąta drużyna NIFL Championship 1 zagrała w barażu o Premiership.
Wyżej sklasyfikowane zespoły Harland & Wolff Welders, Armagh City i Knockbreda nie ubiegały się o wymaganą licencję w rezultacie nie zakwalifikowały się do barażu.
Mecze pierwotnie miały się odbyć 6 i 10 maja 2016, ale drugi mecz został przełożony z powodu protestów Warrenpoint Town.
Protest dotyczył decyzji IFA o nienałożeniu kary na Carrick Rangers po tym,
jak ich menadżer Gary Haveron mimo nałożonego zakazu trzech meczów, był na ławce rezerwowych 23 kwietnia podczas meczu 37. kolejki przeciwko Dungannon Swifts, który wygrali 3-1.
Uwzględnienie protestu skutkowałoby nałożeniem na Carrick minimalnej grzywny w wysokości 350 funtów, zweryfikowaniem meczu jako walkower 0-3.
Odliczenie trzech punktów przesunęłoby Carricka na sam dół tabeli, Ballinamallard awansowałby na dziesiąte bezpieczne miejsce, a Warrenpoint na jedenaste.
18 maja po przesłuchaniu dyscyplinarnym protest oddalono, a drugi etap play-off został przesunięty na 22 czerwca.
Ballinamallard United wygrał 5-4 w dwumeczu z Institute baraż o miejsce w NIFL Premiership na sezon 2016/2017.
| 6 maja 2016 | Institute                 | 1:2   | Ballinamallard United                 |                                                   |
| 20:45       | Michael McCrudden 26' (k) | (1:1) | 22' Stephen O’Flynn · 69' John Currie | Riverside Stadium, Drumahoe Sędzia: Keith Kennedy |

| 22 czerwca 2016 | Ballinamallard United                                                 | 3:3   | Institute                                              |                                                          |
| 20:45           | Emmet Charles Friars 22' · Cathal Beacom 60' (k) · Steve Feeney 90+4' | (1:2) | 17' Jamie Dunne · 28' Gareth Brown · 61' Shane McGinty | Ferney Park, Ballinamallard Sędzia: Raymond Hetherington |

## Najlepsi strzelcy
| Bramki | Strzelcy          | Drużyna          |
| ------ | ----------------- | ---------------- |
| 22     | Paul Heatley      | Crusaders        |
| 22     | Andrew Waterworth | Linfield         |
| 19     | Aaron Burns       | Linfield         |
| 18     | Curtis Allen      | Glentoran        |
| 18     | Jordan Owens      | Crusaders        |
| 17     | Eoin Bradley      | Glenavon         |
| 16     | Andrew Mitchell   | Dungannon Swifts |
| 15     | Stephen Murray    | Warrenpoint Town |
| 13     | Miguel Chines     | Carrick Rangers  |
| 12     | David McDaid      | Cliftonville     |
| 12     | James McLaughlin  | Coleraine        |

Źródło.

## Stadiony
| Ballinamallard United |
| --------------------- |
| Ferney Park           |
|                       |

| Ballymena United |
| ---------------- |
| The Showgrounds  |
|                  |

| Carrick Rangers        | Carrick Rangers |
| ---------------------- | --------------- |
| Loughshore Hotel Arena | Seaview         |
|                        |                 |

| Cliftonville |
| ------------ |
| Solitude     |
|              |

| Coleraine       |
| --------------- |
| The Showgrounds |
|                 |

| Crusaders |
| --------- |
| Seaview   |
|           |

| Dungannon Swifts |
| ---------------- |
| Stangmore Park   |
|                  |

| Glenavon        |
| --------------- |
| Mourneview Park |
|                 |

| Glentoran |
| --------- |
| The Oval  |
|           |

| Linfield     |
| ------------ |
| Windsor Park |
|              |

| Portadown     |
| ------------- |
| Shamrock Park |
|               |

| Warrenpoint Town |
| ---------------- |
| Milltown         |
|                  |

Źródło.